# مهادی اربعه
مَهادی اَرْبَعَه به معنای مهدی‌های چهارگانه، به چهار تن از شاگردان معروف وحید بهبهانی که مهدی نام داشته و همدرس و هم‌مباحثه‌ای بوده و همگی از مراجع مشهور زمان خویش گردیدند گفته می‌شود. این چهار نفر عبارت بودند از:
- میرزا محمدمهدی شهرستانی
- سید محمدمهدی بحرالعلوم
- محمد مهدی نراقی
- سید محمدمهدی اصفهانی خراسانی (شهید رابع)